# AN/ALQ-99

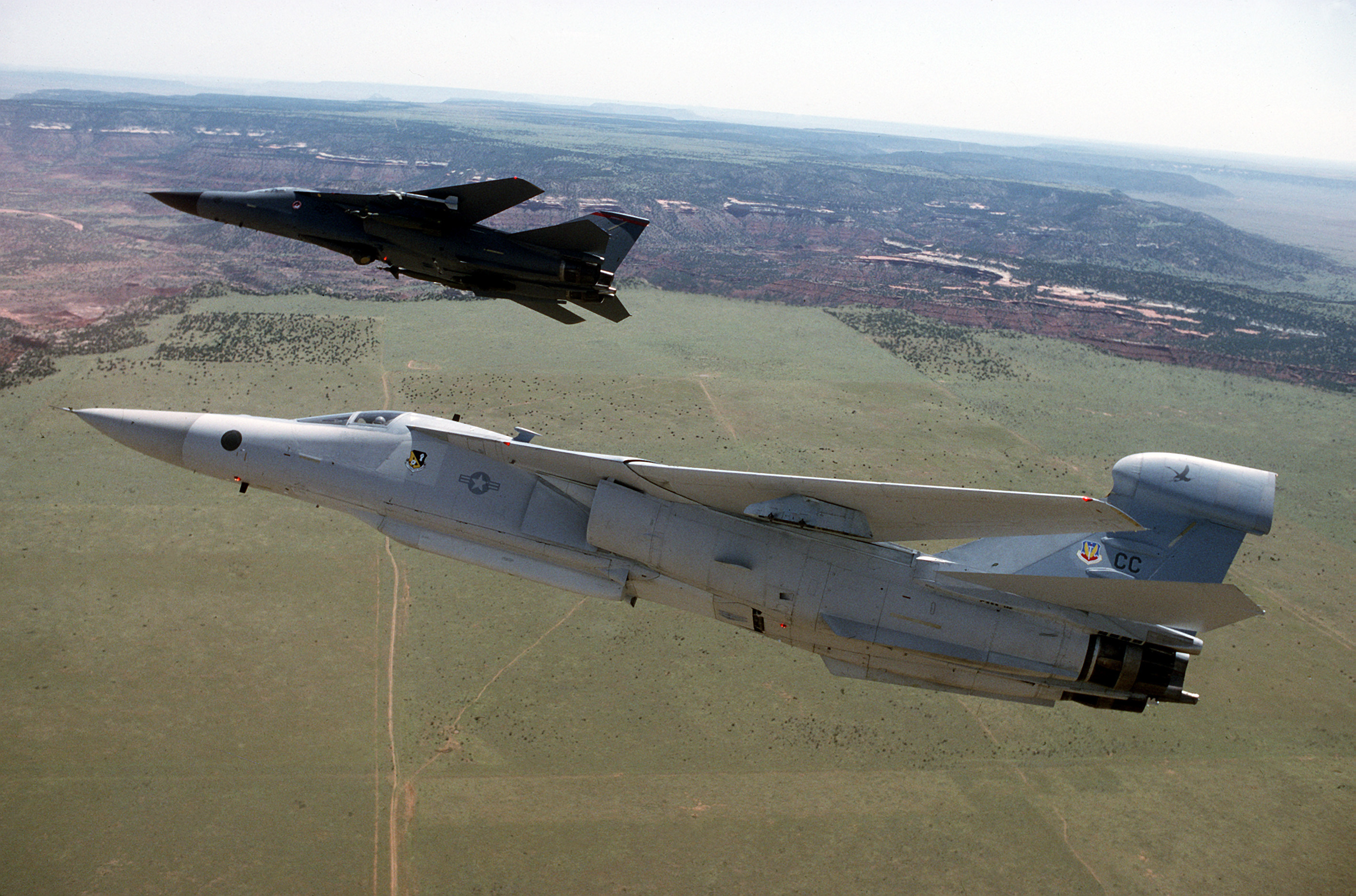
AN/ALQ-99 installato sulla sommità dell'impennaggio verticale del General Dynamics EF-111 Raven.

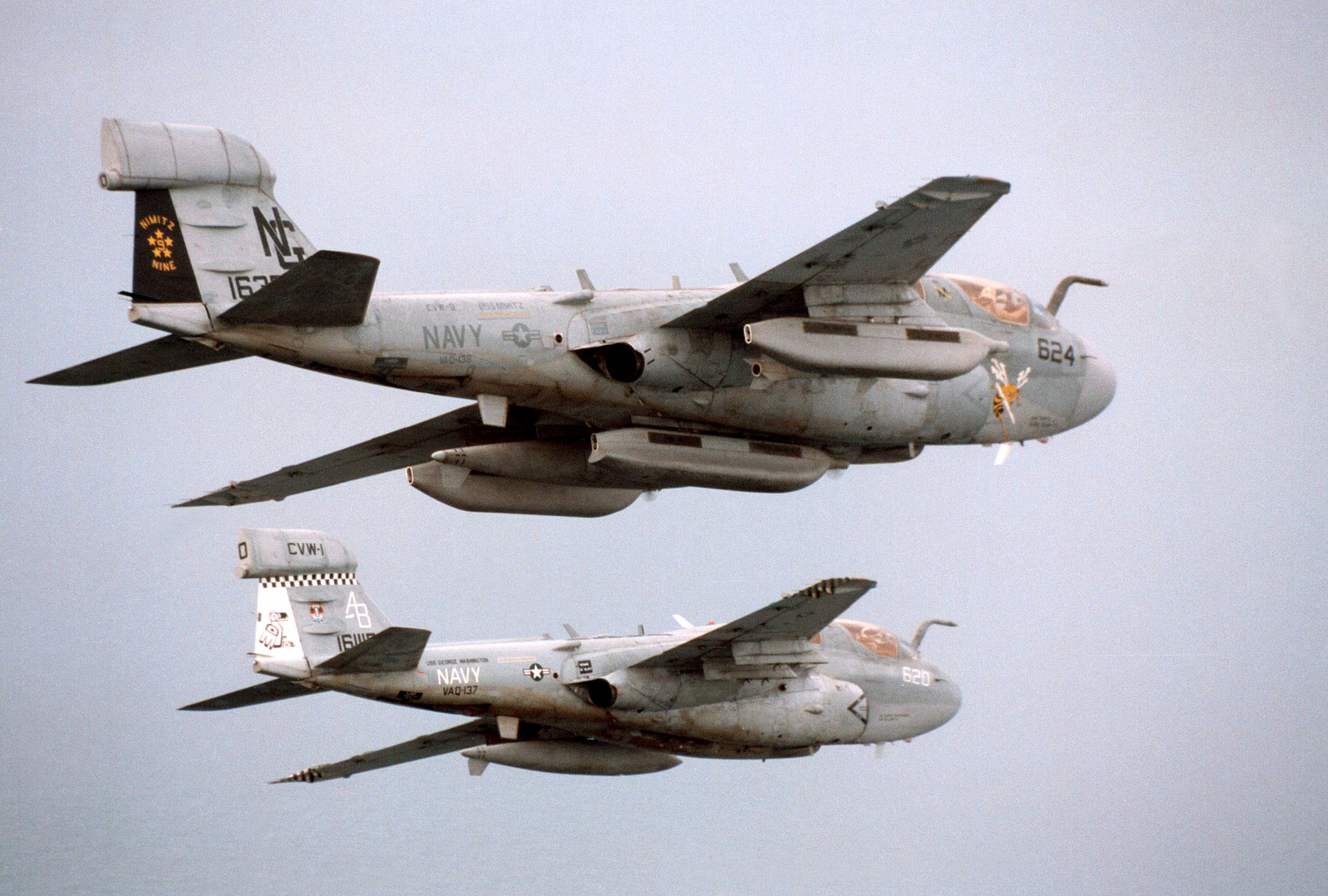
AN/ALQ-99 su Grumman EA-6B Prowler.

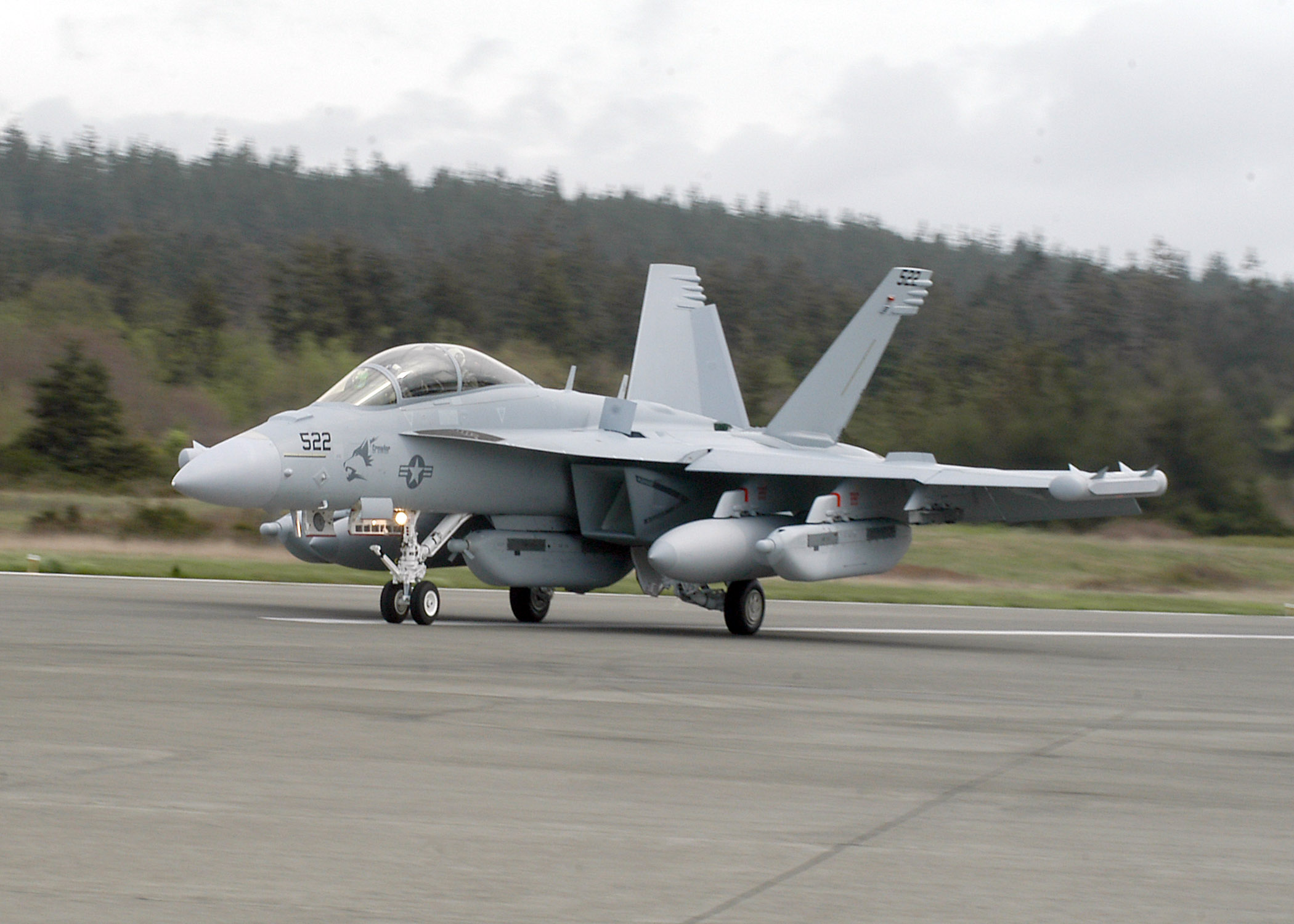
AN/ALQ-99 su Boeing EA-18G Growler.

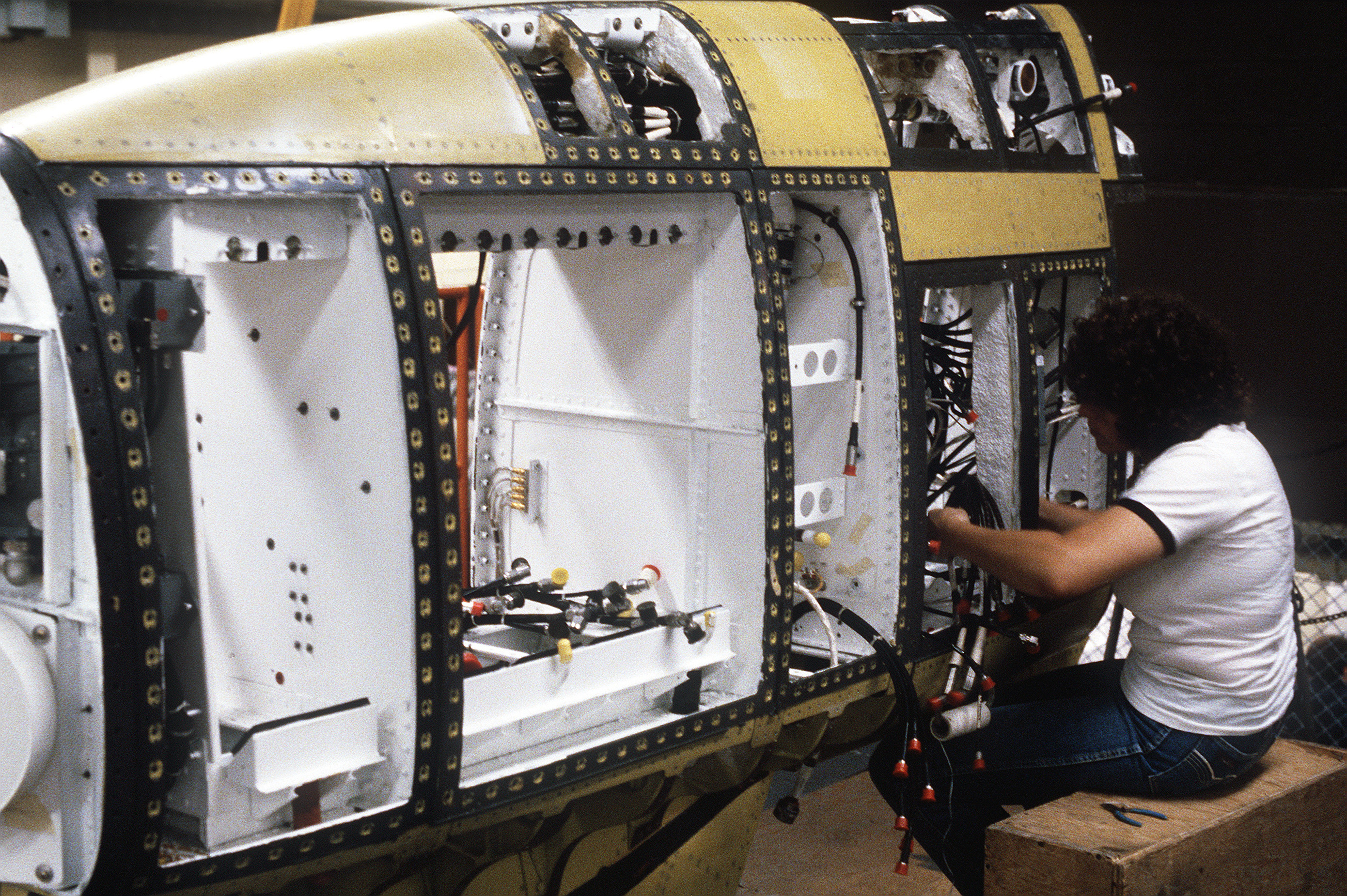
Pod per AN/ALQ-99 sull'EF-111A.

L'AN/ALQ-99 Tactical Jamming System (TJS) è un sistema di guerra elettronica prodotto dalla EDO Corporation ed impiegato dagli aerei Grumman EA-6B Prowler e  Boeing EA-18G Growler dell'US Navy.
L'AN/ALQ-99 è in grado di ricevere ed elaborare segnali radar selezionando e trasmettendo gli opportuni segnali di disturbo.
I ricevitori possono inoltre essere utilizzati per l'identificazione e la localizzazione dei segnali radar, attività indicata come SIGnal INTelligence (SIGINT).
L'AN/ALQ-99 era stato progettato inizialmente per il Prowler dove è installato con i ricevitori nella carenatura in cima alla deriva e con due antenne su ogni lato della deriva mentre gli eccitatori ed i trasmettitori sono contenuti in pod esterni.
L'EA-6B può portare fino a cinque pod ECM AN/ALQ-99 ai piloni alari e ventrale, ma in genere portano una combinazione di pod ECM e serbatoi esterni di carburante da 1.134 litri.
In seguito venne realizzata una versione denominata AN/ALQ-99E installata sui General Dynamics EF-111 Raven dell'USAF di base a Mountain Home nell'Idaho, radiati nel maggio 1998.
Sul Raven i ricevitori erano installati nella carenatura in cima alla deriva e con due antenne su ogni lato della deriva mentre gli eccitatori ed i trasmettitori erano contenuti in una carenatura ventrale.
L'AN/ALQ-99E aveva circa il 70% di parti in comune con la versione usata dai Prowler ma richiedeva un solo operatore.
La prima versione dell'AN/ALQ-99 aveva una potenza di emissione di 10,8Kw, ridotta a 6,8Kw nella versione più recente, per generare la necessaria potenza elettrica il pod è dotato di una Ram air turbine.
Il primo impiego dell'AN/ALQ-99 avvenne durante la guerra del Vietnam dove i primi Prowler appartenenti al VAQ-132 Scorpions arrivarono nel giugno 1972 e compirono la prima missione l'undici luglio. A dicembre vennero impiegati per scortare i bombardieri Boeing B-52 Stratofortress nelle missioni sul Vietnam del nord parte dell'Operazione Linebacker II.
In seguito i Prowler ed i Raven dotati di AN/ALQ-99 sono stati usati durante l'operazione El Dorado Canyon, l'attacco alla Libia dell'aprile 1986, nella guerra del golfo del 1991, le operazioni Northern Watch e Southern Watch sull'Iraq dal 1992 al 2003, le operazioni sui Balcani nel 1999 e la seconda guerra del golfo nel 2003, dimostrandosi sempre fondamentali nel proteggere gli aerei d'attacco dalle difese aeree nemiche.
Il Growler può trasportare ai piloni alari e ventrale fino a cinque pod AN/ALQ-99, ma la loro resistenza aerodinamica limita la velocità massima del Growler a mach 0,95, per questo motivo l'US Navy ha iniziato alcuni programmi per nuovi pod per sostituirlo.